# Кайм, Конрад фон
Конрад Валентин фон Кайм (нем. Konrad Valentin von Kaim; 28 ноября 1737, Генгенбах — 16 февраля 1801, Удине) — австрийский военачальник, фельдмаршал-лейтенант (1797) и кавалер ордена Марии Терезии (1792). 

## Биография
Родился, согласно одним источникам, в 1731 году в Оффенбурге, согласно другим —  в 1737 году в Генгенбахе.
Сначала служил во французской королевской армии, в рядах которой участвовал в Семилетней войне. Поступил на службу в австрийскую армию в 1770 году в звании майора 41-го пехотного полка (Планкетта). В ноябре 1788 года получил звание полковника.
Командуя пехотным полком в начале Французских революционных войн, Кайм 15 мая 1792 года всего с 4 ротами взял штурмом город Орши, хотя тот был защищен валом и двойным рвом и имел гарнизон из 700 солдат. 
7 сентября 1792 года Кайм атаковал французов, когда они покидали свой укрепленный лагерь в Мольде. Затем он разместил свои силы в Мортани и дал французам успешный бой у Шато-л'Аббе. В результате ему удалось занять город Сент-Аман и захватить там военные магазины. За это Кайм 19 ноября 1792 года был награждён орденом Марии Терезии. В 1792-93 годах полк фон Кайма участвовал в осаде Майнца, и позже, 26 и 27 июня, отличился при штурме Вайссенбургских (Висамбургских) линий. Произведенный в генерал-майоры в декабре 1793 года, он получил под своё командование гренадерскую бригаду.
Затем Кайм командовал гренадерами в сражениях при Вюрцбурге (3 сентября 1796) и при Келе (1796—97). Уже в феврале того же 1797 года Кайм был повышен до фельдмаршал-лейтенанта и вскоре переведён на итальянский театр военных действий. 
В 1799 году, сражаясь в Италии, Кайм был ранен в сражении при Вероне, а за свои действия в сражении при Маньяно получил благодарность от фельдцейхмейстера Края. 10 мая 1799 года войска Кайма заняли Пиццигеттоне. Во время летней кампании того же года Кайм получил приказ взять цитадель Турина, которая капитулировала перед ним 20 июня. Вскоре после этого Кайм был назначен командиром Обсервационного корпуса в Ломбардии. 
8 апреля 1800 года Кайм сражался при Мон-Сени, где австрийцы пленили 8 офицеров и 300 солдат и захватили 16 пушек. На начальном этапе битвы при Маренго Кайм сыграл решающую роль в первоначальных успехах австрийской армии. Дивизия Кайма трёхбригадного состава, общей численностью 4909 человек, располагалась в центре австрийской позиции. В 11 утра Кайм двинул свою дивизию в атаку, которая была отбита французами. В 12.30 Кайм предпринял вторую атаку. Маренго пало около 14.00, вынудив Бонапарта отдать приказ об общем отступлении. Вместе с начальником штаба Антоном фон Цахом Кайм командовал австрийскими войсками на втором, неудачном для австрийцев, этапе сражения.
Компетентный старший начальник, пользовавшийся единодушным уважением, Конрад фон Кайм был смертельно ранен во время сражения при Поццоло в 1800 году и скончался 16 февраля 1801 года в Удине.